# 年下の水夫
「年下の水夫」（とししたのすいふ）は、今井美樹25枚目のシングル。2006年10月25日発売。

## 解説
岡田ふみ子の記した詞に感銘した今井が、プロデューサーの武部聡志を通し前作「愛の詩」の作曲も担当したシンガーソングライター・川江美奈子に作曲を依頼、制作された。
今井は、同年制作されたアルバム『Milestone』もこの曲が制作のモチーフになったと語っている。同曲は『I Love a Piano』にも小曽根真のピアノ伴奏バージョンを収録。
「20才のころ」は、かまやつひろしが1970年に発表した初のソロアルバム『ムッシュー／かまやつひろしの世界』収録曲のカバー（かまやつの原曲タイトルは『二十歳の頃』）。同曲もアルバム『Milestone』収録曲。同曲は『Thank you』には別バージョンを収録。

## 収録曲
1. 年下の水夫 （4:25）
  - 作詞　岡田ふみ子／作曲　川江美奈子／編曲　武部聡志

ピアノ　武部聡志
ラップスティールギター　小倉博和
コーラス　川江美奈子
シンセサイザープログラミング　山中雅文
ストリングス　弦一徹ストリングス
2. 20才のころ （6:20）
  - 作詞：安井かずみ・なかにし礼／作曲：かまやつひろし／編曲：小沼ようすけ／ストリングス編曲：武部聡志

ギター　小沼ようすけ
ピアノ　武部聡志
ベース　納浩一
フリューゲルホルン　TOKU
パーカッション　大西真理恵
ストリングス　弦一徹ストリングス
3. 年下の水夫 (Instrumental) （4:25）
4. 20才のころ (Instrumental) （6:20）